# Hey Joe (rockstandaard)

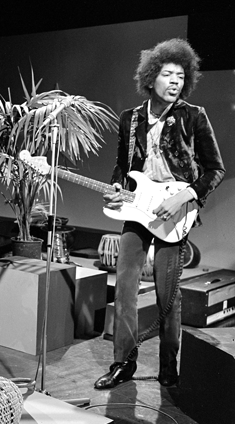
Jimi Hendrix

"Hey Joe" is een Amerikaans popnummer uit de jaren zestig dat een rockstandaard is geworden en in vele muziekstijlen is opgenomen door honderden artiesten sinds het geschreven is. Het nummer vertelt over een man die op de vlucht is en naar Mexico wil gaan nadat hij femicide heeft gepleegd op zijn vrouw.
Diverse claims en credits hebben echter geleid tot verwarring over het auteurschap en de oorsprong van het nummer. De eerst bekende commerciële opname is een single uit 1965 van de garagerockband The Leaves uit Los Angeles. In 1966 nam deze band "Hey Joe" opnieuw op, en deze versie werd een hit.
De meest bekende versie is de debuutsingle van The Jimi Hendrix Experience uit 1966; een variant op de versie van Tim Rose. Verder is "Hey Joe" opgenomen door onder andere The Byrds, Cher, Deep Purple, Willy DeVille (mariachi-versie), Wilson Pickett, Patti Smith, Dead Moon en Body Count. Het nummer heeft in sommige versies de titel "Hey Joe, Where You Gonna Go?" of andere variaties. Zo heeft de band Type O Negative een versie gemaakt genaamd "Hey Pete", refererend aan zanger Peter Steele.
Sinds 2006 wordt het nummer jaarlijks op 1 mei door een zo groot mogelijk ensemble gitaristen uitgevoerd op het centrale plein van Wrocław in een poging het wereldrecord te breken. In 2006 werd dit gebroken door 1.572 gitaristen, in 2012 door 7.273.

## NPO Radio 2 Top 2000
| Nummer met noteringen in de NPO Radio 2 Top 2000 | '99 | '00 | '01 | '02 | '03 | '04 | '05 | '06 | '07 | '08 | '09 | '10 | '11 | '12 | '13 | '14 | '15 | '16 | '17 | '18 | '19 | '20 | '21 | '22 | '23 | '24 |
| ------------------------------------------------ | --- | --- | --- | --- | --- | --- | --- | --- | --- | --- | --- | --- | --- | --- | --- | --- | --- | --- | --- | --- | --- | --- | --- | --- | --- | --- |
| Hey Joe (Jimi Hendrix)                           | 77  | 105 | 182 | 163 | 167 | 151 | 174 | 196 | 220 | 170 | 179 | 204 | 161 | 203 | 215 | 343 | 360 | 428 | 437 | 366 | 446 | 455 | 538 | 630 | 719 | 892 |

1. ↑  Een vetgedrukt getal geeft de hoogste notering aan.